# Martti Talvela
Martti Olavi Talvela (né le 4 février 1935 à Hiitola, Finlande — 22 juillet 1989 à Juva, Finlande) est une basse finlandaise. 
Martti Tavela était un spécialiste du répertoire germanique (L'Anneau du Nibelung, Parsifal, Tristan und Isolde, Fidelio…) et russe (Boris Godounov, Eugène Onéguine), avec quelques incursions réussies dans l'opéra italien (Rigoletto, Don Carlos) et dans le Lied (un enregistrement du Voyage d'hiver de Schubert, réalisé peu avant sa mort, alors que la maladie l'avait terriblement amaigri). Il reste aussi au disque l'un des plus impressionnants Commandeur dans la version de Don Giovanni, enregistrée en 1967 à Prague par Karl Böhm.
Sa présence scénique imposante (aidé par son physique dépassant les deux mètres — 2,03 m —  et les 130 kg) était encore renforcée par son art consommé de la chute : dans le rôle de Boris Godounov, considéré comme sa meilleure incarnation, il savait s'effondrer tout d'un coup, ce qui ne manquait pas d'impressionner le public.
Sa voix était très ample et extrêmement puissante avec cependant un timbre clair et naturel qui lui permettait une très grande palette de nuances. Très à l'aise dans les grands rôles dramatiques, il pouvait aussi chanter le lied.
Il est mort d'une attaque cardiaque à l'âge de 54 ans alors qu'il dansait lors du mariage de sa fille.